# 18 aC
El 18 aC fou un any del calendari romà prejulià.

## Esdeveniments
Corea
- Onjo de Baekje es converteix el primer governant del regne de Corea.[1]